# Acleris leechi
Acleris leechi (лат.) — вид бабочек из семейства листовёрток. Распространён на юге Приморского края и южных Курильских островах (Кунашир), в Японии (Хоккайдо, Хонсю, Сикоку), на Корейском полуострове и в северо-восточном Китае. Обитают в леспедецевых дубравах и других широколиственных лесах. Гусеницы встречаются в июне в сплетённых листьях дуба и леспедецы двуцветной. Бабочек можно наблюдать с конца июня по начало августа. Размах крыльев 15—18 мм.